# アヴィニョン捕囚

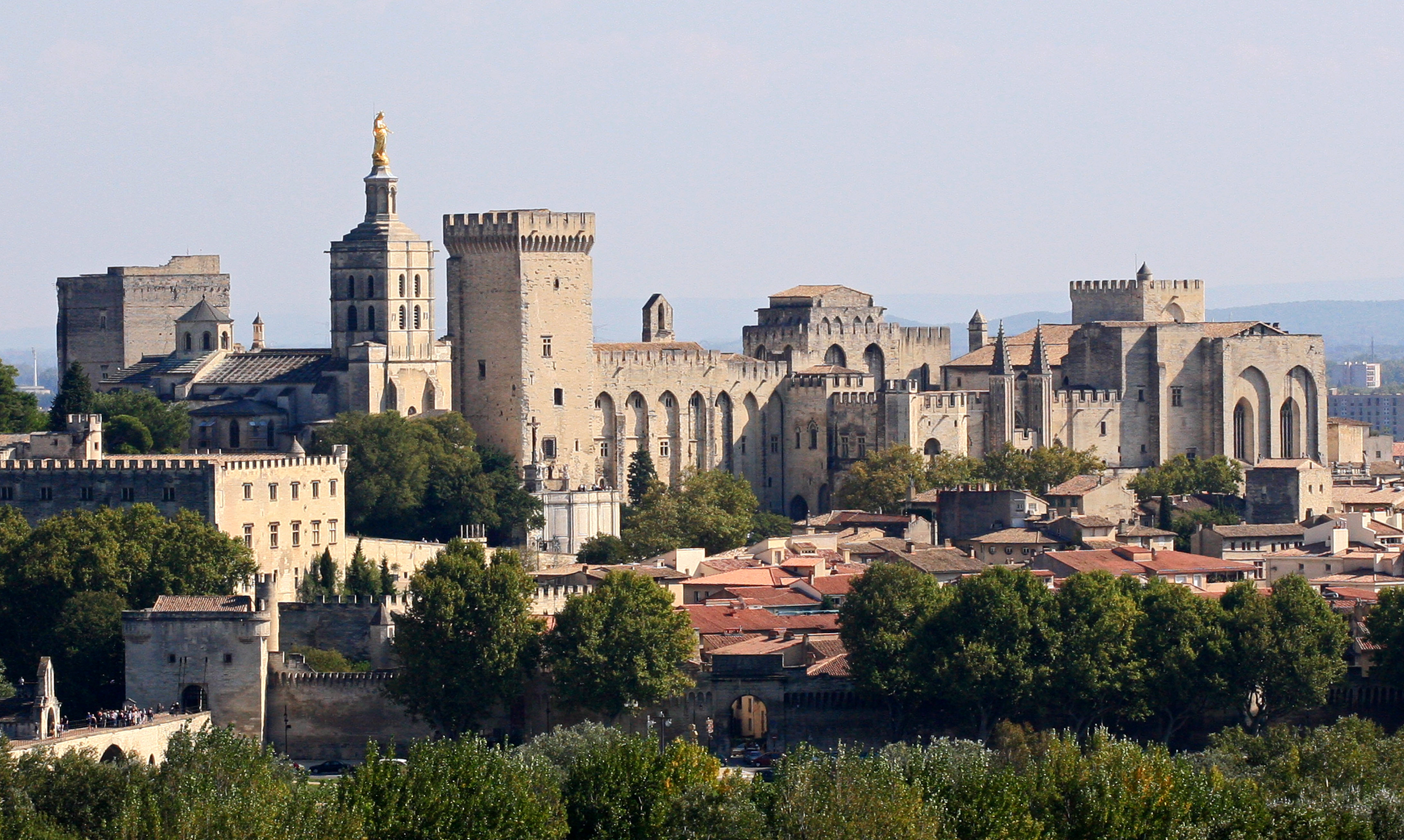
アヴィニョン教皇庁

アヴィニョン捕囚（アヴィニョンほしゅう）とは、キリスト教のカトリック・ローマ教皇の座がローマからアヴィニョンに移されていた時期（1309年 - 1377年）を指す。日本語では、アヴィニョン教皇と表記されることもある。古代のバビロン捕囚になぞらえ、教皇のバビロン捕囚とも呼ばれた。

## 概要
1303年にフランス王フィリップ4世と教皇ボニファティウス8世の対立からアナーニ事件（フランス軍がアナーニの別荘にいた教皇を襲撃した事件）が起こった。教皇はこの直後に病死。これ以降、教皇はフランス王の言いなりとなっていった。
フランス人枢機卿ベルトラン・ド・ゴが教皇クレメンス5世になり、フィリップ4世は1307年にテンプル騎士団を弾圧し、教皇は消極的な抗議を行うだけであった。1308年にはフィリップの意向で教皇庁が南フランスのアヴィニョンに移され、1309年にクレメンス5世はアヴィニョンに座所を定めた。アナーニ事件の事後処理のためのヴィエンヌ公会議の準備に手間取る間に、イタリアは神聖ローマ皇帝ハインリヒ7世によって侵略された（1310年 - 1313年）ため、教皇はイタリアに帰れず、フランス国内に滞在せざるを得なかった。
当時のアヴィニョンはフランス王家・カペー家の領内ではなくプロヴァンス伯領で、ナポリ王家であるアンジュー＝シチリア家（カペー家分家）の所領であった。アヴィニョン捕囚期には多くのフランス人枢機卿が新たに任命され、教皇は全てフランス人である。1348年、クレメンス6世はナポリ女王兼プロヴァンス女伯ジョヴァンナからアヴィニョンを買収、教皇領に組み入れた（フランス革命で没収）。
当時のアヴィニョンは田舎同然の地であり、教皇庁という巨大な官僚機構、すなわち数千もの新たな住民が流入したことは、地元のインフラにとって大きな負担となった。
イタリア人の人文主義者ペトラルカがアヴィニョンに滞在しており、クレメンス6世からは聖職位や使節の地位を与えられたが、教皇庁の腐敗ぶりやローマを見捨てていることに憤りを感じていた。教皇にたびたびローマ帰還を訴え、詩や書簡の中でアヴィニョンを「西方のバビロン」と呼んでいる。
また、当地の状況についても以下のように書き残している。

## アヴィニョン捕囚期の教皇
- 教皇クレメンス5世（1305年 - 1314年）
- 教皇ヨハネス22世（1316年 - 1334年）
- 教皇ベネディクトゥス12世（1334年 - 1342年）
- 教皇クレメンス6世（1342年 - 1352年）
- 教皇インノケンティウス6世（1352年 - 1362年）
- 教皇ウルバヌス5世（1362年 - 1370年）
- 教皇グレゴリウス11世（1370年 - 1378年）

## アヴィニョン捕囚から大分裂へ
およそ70年後の1377年、教皇グレゴリウス11世はシエナのカタリナの助言によりローマに戻り、アヴィニョン捕囚の期間は終わるが、グレゴリウス11世は翌年に逝去した。ローマで新たに教皇ウルバヌス6世が選出されるが、間もなくフランス人枢機卿が選挙は無効だと宣言して、別に教皇クレメンス7世（対立教皇）を選出した。こうして、ローマとアヴィニョン共に教皇が並び立つシスマ（教会大分裂）が起こる。
1409年のピサ教会会議でシスマ解消が図られたが失敗し、3人の教皇が鼎立して、教皇の権威は大きく揺らぎ、この分裂は1417年にコンスタンツ公会議でマルティヌス5世が選出されるまで続いた。